# Evers Staat Op

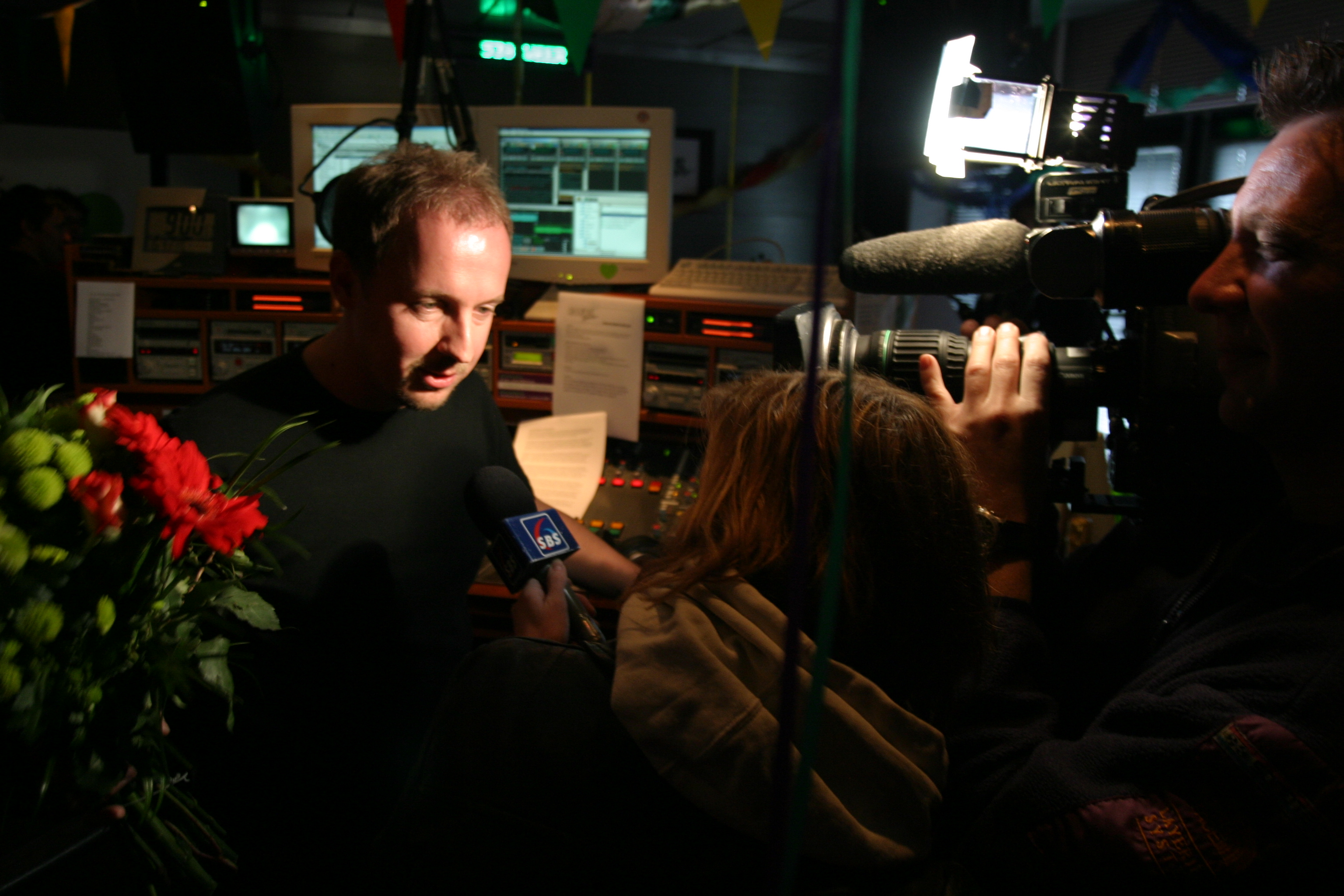
Edwin Evers

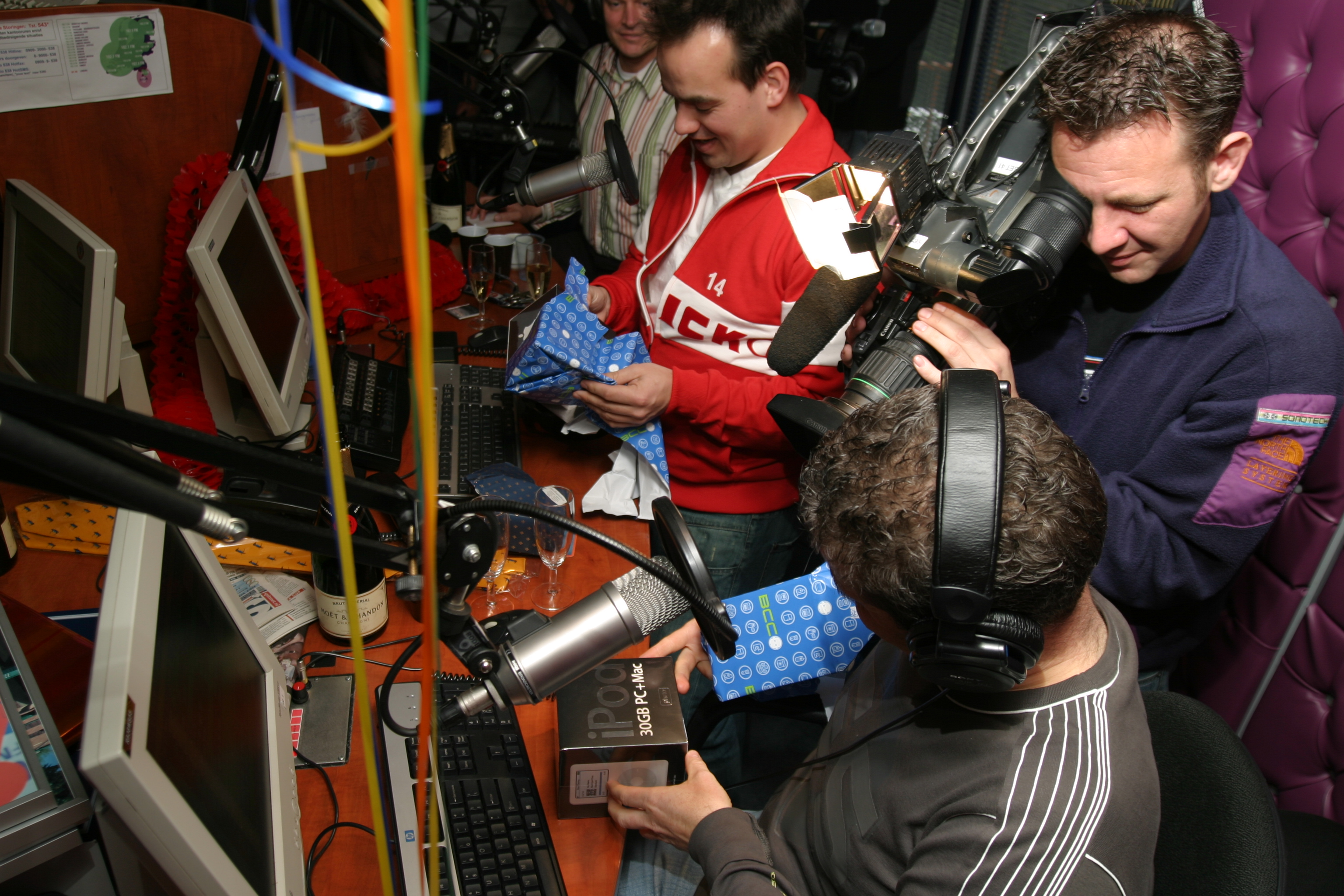
Sidekicks Rick Romijn en Niels van Baarlen

Evers Staat Op was een radioprogramma dat werd gepresenteerd door Edwin Evers en werd uitgezonden door de Nederlandse zender Radio 538. Het programma was van maandag t/m vrijdag te beluisteren van 06:00 tot 10:00 uur. Op zaterdag was er een compilatie-uitzending tussen 08:00 en 12:00 uur onder de naam Het beste van Evers Staat Op. In totaal zijn er 4088 uitzendingen van het programma gemaakt.

## Geschiedenis
Het programma begon op donderdag 1 januari 1998 tussen 6:00 en 9:00 uur bij de KRO op destijds Radio 3FM. Mede door de vele imitaties van bijvoorbeeld Frank en Ronald de Boer, Johan Cruijff en Rob de Tuinman groeide het programma uit tot het best beluisterde van de Nederlandse radio. Dit leverde het programma in 2000 een Marconi Award op. Evers wordt bijgestaan door Rick Romijn en destijds Cobus Bosscha.
Per maandag 17 april 2000 stappen Evers en zijn sidekicks over naar het commerciële radiostation Radio 538. Door onder meer zijn komst weet Radio 538 zijn marktpositie te verbeteren. Zijn scala aan imitaties is dan inmiddels uitgebreid met typetjes als Prins Bernhard (waar hij na diens dood mee stopte), Willibrord Frequin, Martin Gaus en Frans Bauer. Producer Cobus Bosscha was inmiddels teruggekeerd naar de KRO op 3FM en werd opgevolgd door Niels van Baarlen.
In 2006 was Evers Staat Op nog steeds het best beluisterde ochtendprogramma op de Nederlandse radio. Het programma ontving dat jaar zowel de Marconi Award voor beste radioprogramma als de eerste Gouden RadioRing.
Ter ere van het tienjarig bestaan van Evers Staat Op op Radio 538 werd er op vrijdag 16 april 2010 van 6:00 tot 00:00 uur een achttien uur durende marathonuitzending van het programma uitgezonden. Op 17 april 2015 werd een vijftien uur durende marathonuitzending uitgezonden van 6:00 tot 21:00 uur ter ere van het vijftienjarig bestaan van het programma op Radio 538.
Op 23 maart 2018 maakte Evers in zijn eigen ochtendprogramma bekend dat hij aan het eind van 2018 ging stoppen met het programma. Evers wilde zich na ruim twee decennia ochtendradio herbezinnen en nadenken over de toekomst. Hij werd op 2 januari 2019 opgevolgd door Frank Dane. Twee dagen voor zijn laatste uitzending werd Evers geëerd met een afscheidslied, gezongen door bekende Nederlanders die vaak in Evers' programma te gast waren. Ook sidekicks Romijn en Van Baarlen zongen mee in dit lied. Op 21 december 2018 namen Evers, Romijn en Van Baarlen afscheid van Evers Staat Op en Radio 538 in een twaalf uur durende marathonuitzending, waarin een groot aantal bekende personen te gast was, onder wie premier Mark Rutte. Evers werd door Hardenbergs burgemeester Snijders benoemd tot ochtendburgemeester van Hardenberg. Daarnaast werd er een schilderij ter ere van Evers onthuld, genaamd de Ochtendwacht, een knipoog naar de Nachtwacht. Hierop stonden alle vrienden van het programma, met Evers, Romijn en Van Baarlen in het midden. Van zijn collega-538-dj's kreeg Evers ook zijn eigen straat, de 'Evers Staat Op Weg' in Hilversum. Evers eindigde zijn laatste uitzending met de woorden: "Geniet van alles, gun elkaar wat, en wat mij betreft heel graag tot snel".
Tot en met de laatste uitzending bleef Evers Staat Op het best beluisterde programma van de Nederlandse radio. Gemiddeld stemden 1,61 miljoen luisteraars af op het programma.

### Opvolger van het programma
Op 2 januari 2019 werd Evers Staat Op opgevolgd door De 538 Ochtendshow met Frank Dane, waarin Henk Blok wederom als nieuwslezer fungeerde. Romijn en Van Baarlen fungeerden vanaf januari 2019 als sidekicks van Wilfred Genee in de radioversie van Veronica Inside, terwijl Evers vanaf maart 2019 in theaters door heel Nederland optrad met zijn eigen Edwin Evers Band.
In januari 2019 won Evers Staat Op wederom de Gouden RadioRing.
Op 1 april 2019 kwam het Evers Staat Op-team eenmalig weer bij elkaar. Evers verving Wilfred Genee bij Veronica Inside en werd herenigd met zijn sidekicks Romijn en Van Baarlen, waarmee hij voor één keer een middagprogramma maakte in de stijl van zijn ochtendprogramma.

## Programma
Vast onderdeel van het programma was Lieve Marianne, dat iedere vrijdag door Peter Heerschop werd geschreven en voorgelezen. Hierin blikte hij met een cynische noot terug op de afgelopen week. Verder werden elk halfuur de hoogtepunten van het nieuws doorgenomen en las Henk Blok de belangrijkste en opvallendste berichten uit de krant voor. Soms gingen Evers, Romijn en Van Baarlen met elkaar over een bepaald actueel onderwerp in discussie. Ook belde Evers vaak met (bekende) personen uit de actualiteit en vonden er in de studio geregeld liveoptredens plaats van bands of artiesten met nieuwe muziek. Vanaf 25 mei 2013 bevatte het programma Die Verrückte Halbe Stunde, waarin luisteraars samen met hun collega's zelf een halfuur lang een playlistje samen mochten stellen. De bedoeling was dat deze playlists platen bevatten die weinig of nooit op de radio te horen waren, maar toch erg leuk zijn. Die Verrückte Halbe Stunde werd elke werkdag uitgezonden tussen 9.00 en 9.30 uur. In juni 2016 zag het programmaonderdeel Lekker na de wekker het levenslicht. In dit onderdeel, dat steeds rond 6.50 plaatsvond, konden luisteraars platen aanvragen waar zij graag mee opstaan.
Evers Staat Op bevatte een gevarieerde playlist. De moderne hedendaagse muziek, die past in het format van Radio 538, werd afgewisseld met klassiekers uit de jaren '80, '90 en '00. Ook werd er geregeld een plaatje gedraaid dat niet vaak meer op de radio te horen was en was er aandacht voor nieuwe popmuziek en nieuwe Nederlandse muziek. De playlist van het programma werd samengesteld door Evers' sidekick Rick Romijn.
Tijdens vakanties van Evers was het een gebruik geworden om Bekende Nederlanders de presentatie waar te laten nemen. Onder anderen Gordon, Gerard Joling en Humberto Tan hebben hem vervangen. De vaste invaller van Evers was tot en met 2014 Tim Klijn. Daarna werd de vaste vervanger Frank Dane. In 2017 keerde Klijn terug als reserve-invaller. Het beste van Evers Staat Op (zaterdag) werd vaak gepresenteerd door Bas Menting, met opgenomen stukjes van Evers ertussendoor. Voorgangers van Bas Menting zijn Martijn Biemans, Edwin Noorlander, Niek van der Bruggen, Mark Labrand en Desmond Baidjoe.

### Evenementen
Tijdens Olympische Spelen (Zomerspelen en Winterspelen) was het sinds 2000 traditie dat Evers Staat Op tijdens de Spelen live uitgezonden werd vanaf de locatie van de Spelen. Hiervoor werd in het Holland Heineken House een speciale radiostudio opgebouwd. Vanuit deze studio zond Evers tijdens de Spelen twee weken lang live uit. Evers bracht dan in het programma verslag uit van de Spelen en volgde tevens met zijn team in het Olympisch Dorp de Nederlandse sporters die aan de Spelen deelnamen. In 2016 werd Evers Staat Op vanwege het tijdverschil met Brazilië ook nog in de avond uitgezonden tijdens de Spelen. Tijdens de Olympische Winterspelen van 2018 deed Evers dit voor de tiende en laatste keer. Desondanks blijft deze traditie wel bestaan. Deze werd overgenomen door Evers' opvolger Frank Dane.
Ter gelegenheid van de opening van de nieuwe attractie Symbolica op 1 juli 2017 werd het programma op 30 juni 2017 rechtstreeks uitgezonden vanuit de Efteling, waarbij honderd genodigden de nieuwe attractie als een van de eersten mochten zien.
Op 9 september 2017 organiseerden Evers en zijn team hun eigen sponsorloop voor het goede doel, de "Evers Staat Op Run". Naast Evers, Romijn en Van Baarlen deden hieraan ook een groot aantal bekende Nederlanders en luisteraars mee. De opbrengst van deze sponsorloop ging naar het Ronald McDonald Kinderfonds. Op 1 juli 2018 vond de tweede editie van de "Evers Staat Op Run" plaats. Ditmaal ging de opbrengst naar Spieren voor Spieren.

## Discografie

### Singles
| Single met eventuele hitnotering(en) in de Nederlandse Top 40 | Datum van verschijnen | Datum van binnenkomst | Hoogste positie | Aantal weken | Opmerkingen                 |
| ------------------------------------------------------------- | --------------------- | --------------------- | --------------- | ------------ | --------------------------- |
| Koning als geen ander                                         | 2013                  | -                     |                 |              | Nr. 53 in de Single Top 100 |